# Кузьминовка (Фёдоровский район)
Кузьминовка (баш. Кузьминовка) — село в Федоровском районе Башкортостана, относится к Федоровскому сельсовету.

## Географическое положение
Расстояние до:
- районного центра (Фёдоровка): 6 км,
- ближайшей ж/д станции (Мелеуз): 66 км.

## История
Вплоть до 2008 года Кузьминовка являлась административным центром Кузьминовского сельсовета, упразднённого согласно Закону Республики Башкортостан от 19.11.2008 N 49-з «Об изменениях в административно-территориальном устройстве Республики Башкортостан в связи с объединением отдельных сельсоветов и передачей населённых пунктов».

 "Статья 1:
Внести следующие изменения в административно-территориальное устройство Республики Башкортостан:
 44) по Фёдоровскому району:
а) объединить Фёдоровский и Кузьминовский сельсоветы с сохранением наименования «Фёдоровский» с административным центром в селе Фёдоровка.
Включить село Кузьминовка, деревню Маганевка, хутор Улядаровка Кузьминовского сельсовета в состав Фёдоровского сельсовета. 
Утвердить границы Фёдоровского сельсовета согласно представленной схематической карте.

Исключить из учётных данных Кузьминовский сельсовет

## Население
| 2002 | 2009 | 2010 |
| ---- | ---- | ---- |
| 523  | →523 | ↘439 |

Национальный состав
В основном — мордва (мокша).

## Религия
В селе есть православная часовня.

## Известные уроженцы
- Антошкин, Николай Тимофеевич — генерал-полковник авиации, Герой Советского Союза.